# Mistrzostwa Europy w Lekkoatletyce 2012 – pchnięcie kulą mężczyzn
Pchnięcie kulą mężczyzn – jedna z konkurencji rozegranych podczas lekkoatletycznych mistrzostw Europy na Helsingin Olympiastadion w Helsinkach.
W mistrzostwach nie uczestniczyli medaliści poprzedniego czempionatu – Białorusin Andrej Michniewicz, Polak Tomasz Majewski (lider europejskich tabel w sezonie 2012) oraz Niemiec Ralf Bartels. 

## Terminarz
| Data       | Godzina |            |
| ---------- | ------- | ---------- |
| 27 czerwca | 09:45   | Eliminacje |
| 29 czerwca | 21:20   | Finał      |

## Przebieg zawodów

### Eliminacje
| Poz. | Grupa | Zawodnik                  | Reprezentacja        | #1    | #2    | #3    | Rezultat | Uwagi |
| ---- | ----- | ------------------------- | -------------------- | ----- | ----- | ----- | -------- | ----- |
| 1    | B     | Rutger Smith              | Holandia             | 20.55 |       |       | 20.55    | Q, SB |
| 2    | A     | David Storl               | Niemcy               | 20.30 |       |       | 20.30    | Q     |
| 3    | A     | Antonín Žalský            | Czechy               | 19.94 | 19.88 | –     | 19.94    | q     |
| 4    | B     | Marco Schmidt             | Niemcy               | 19.18 | 19.85 | x     | 19.85    | q     |
| 5    | B     | Nedžad Mulabegović        | Chorwacja            | 19.47 | 19.49 | 19.79 | 19.79    | q     |
| 6    | A     | Kim Christensen           | Dania                | 18.77 | 18.83 | 19.69 | 19.69    | q     |
| 7    | A     | Borja Vivas               | Hiszpania            | 19.67 | x     | x     | 19.67    | q     |
| 8    | B     | Marco Fortes              | Portugalia           | 19.15 | 18.84 | 19.66 | 19.66    | q     |
| 9    | B     | Hüseyin Atıcı             | Turcja               | 17.96 | x     | 19.64 | 19.64    | q     |
| 10   | A     | Asmir Kolašinac           | Serbia               | 19.42 | 19.62 | x     | 19.62    | q     |
| 11   | A     | Dmytro Sawycki            | Ukraina              | 19.23 | 19.52 | 19.51 | 19.52    | q     |
| 12   | B     | Lajos Kürthy              | Węgry                | x     | 19.11 | 19.48 | 19.48    | q     |
| 13   | A     | Leif Arrhenius            | Szwecja              | x     | 18.64 | 19.33 | 19.33    |       |
| 14   | A     | Carl Myerscough           | Wielka Brytania      | 18.61 | 19.30 | x     | 19.30    |       |
| 15   | A     | Māris Urtāns              | Łotwa                | 19.08 | 19.25 | x     | 19.25    |       |
| 16   | B     | Georgi Iwanow             | Bułgaria             | 19.14 | 19.02 | x     | 19.14    |       |
| 17   | B     | Hamza Alić                | Bośnia i Hercegowina | 18.66 | 18.84 | 19.03 | 19.03    |       |
| 18   | B     | Michalis Stamatogiannis   | Grecja               | 18.68 | 18.94 | 18.95 | 18.95    |       |
| 19   | B     | Ladislav Prášil           | Czechy               | 18.87 | x     | x     | 18.87    |       |
| 20   | A     | Marin Premeru             | Chorwacja            | 18.71 | x     | 18.56 | 18.71    |       |
| 21   | B     | Božidar Antunović         | Serbia               | 18.69 | x     | 18.56 | 18.69    |       |
| 22   | A     | Ódinn Björn Thorsteinsson | Islandia             | x     | 18.19 | x     | 18.19    |       |
| 23   | A     | Georgios Arestis          | Cypr                 | 18.16 | 18.13 | 18.15 | 18.16    |       |
| 24   | B     | Adriatik Hoxha            | Albania              | 16.40 | x     | 17.00 | 17.00    |       |
|      | A     | Anton Lubosławski         | Rosja                |       |       |       | DNS      |       |
|      | B     | Damian Kusiak             | Polska               |       |       |       | DNS      |       |

### Finał
| Poz. | Imię i nazwisko    | Narodowość | 1     | 2     | 3     | 4     | 5     | 6     | Rezultat | Uwagi |
| ---- | ------------------ | ---------- | ----- | ----- | ----- | ----- | ----- | ----- | -------- | ----- |
|      | David Storl        | Niemcy     | 21.19 | x     | 21.58 | x     | x     | –     | 21.58    | SB    |
|      | Rutger Smith       | Holandia   | 20.25 | x     | 20.55 | x     | 20.15 | x     | 20.55    | =SB   |
|      | Asmir Kolašinac    | Serbia     | 20.22 | 20.36 | x     | 19.88 | 20.33 | x     | 20.36    |       |
| 4    | Hüseyin Atıcı      | Turcja     | 18.70 | 20.24 | 20.02 | 20.08 | 19.89 | x     | 20.24    |       |
| 5    | Marco Fortes       | Portugalia | 19.47 | 19.29 | 20.24 | 19.38 | 19.84 | 18.54 | 20.24    |       |
| 6    | Antonín Žalský     | Czechy     | 19.94 | x     | 19.63 | x     | x     | x     | 19.94    |       |
| 7    | Borja Vivas        | Hiszpania  | 19.54 | 19.59 | 19.81 | 19.37 | 19.35 | 19.37 | 19.81    |       |
| 8    | Marco Schmidt      | Niemcy     | 19.42 | 19.65 | x     | x     | x     | 18.97 | 19.65    |       |
| 9    | Lajos Kürthy       | Węgry      | 19.23 | 19.55 | x     |       |       |       | 19.55    |       |
| 10   | Dmytro Sawycki     | Ukraina    | 19.30 | x     | 19.30 |       |       |       | 19.30    |       |
| 11   | Nedžad Mulabegović | Chorwacja  | 19.26 | x     | 19.09 |       |       |       | 19.26    |       |
| 12   | Kim Christensen    | Dania      | 18.72 | 19.00 | 18.91 |       |       |       | 19.00    |       |